# Barra Funda
Barra Funda este un oraș în Rio Grande do Sul (RS), Brazilia.